# Saussurea lacostei
Saussurea lacostei là một loài thực vật có hoa trong họ Cúc. Loài này được Danguy miêu tả khoa học đầu tiên.